# Tuiscon

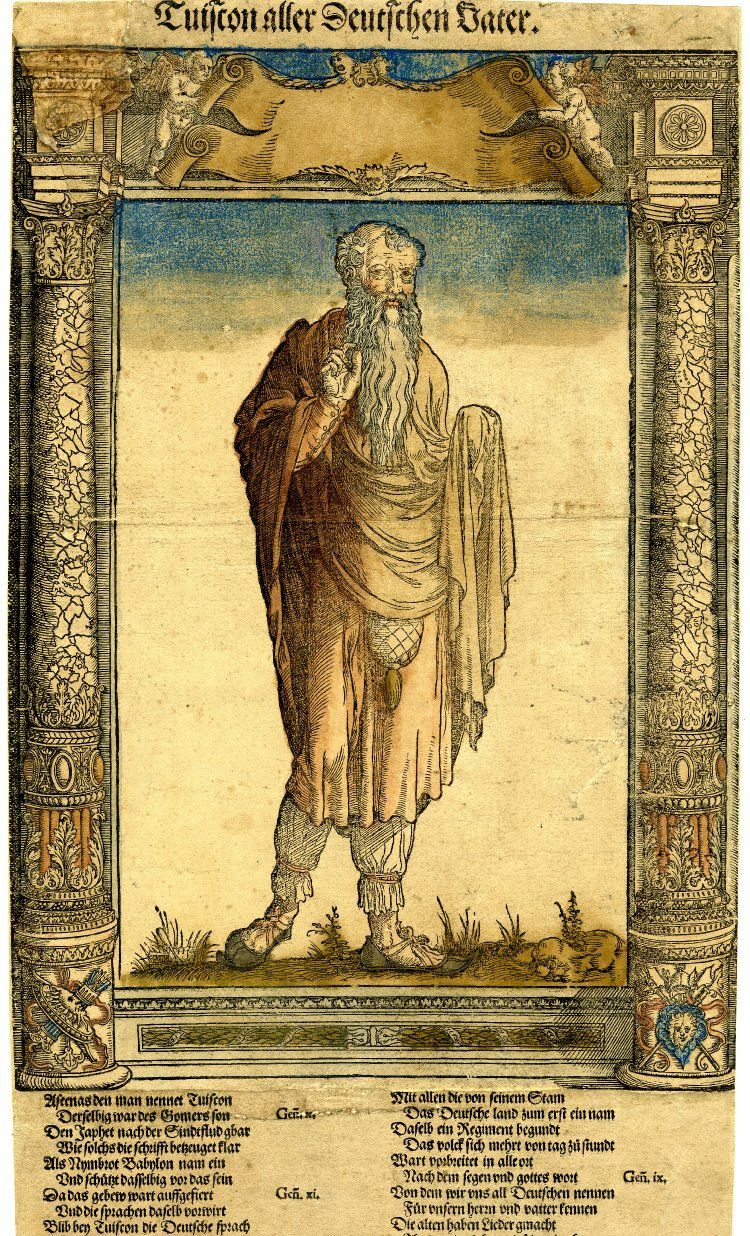
Tuiscon

Tuiscon era principala zeitate la vechii germani, fiu al Cerului și al Pământului, creator al oamenilor.